# Ruth Williams Khama
Ruth Williams Khama (Londra, 9 dicembre 1923 – Gaborone, 22 maggio 2002) è stata una first lady botswana. Fu la moglie di Seretse Khama, 1º presidente del Botswana, First lady dal 30 settembre 1966 al 13 luglio 1980, data della morte del marito.

## Biografia

### Primi anni
Lady Khama è nata Ruth Williams in Meadowcourt Road nel distretto di Blackheath nella zona sud di Londra. Era la figlia di George e Dorothy Williams. Suo padre era stato capitano del British Army nell'India britannica, e in seguito ha lavorato nel commercio del tè. Aveva una sorella, Muriel Williams-Sanderson, con cui è sempre stata amica. Fu educata alla Eltham Hill Grammar School e poi prestò servizio come autista di ambulanza nella Women's Auxiliary Air Force (WAAF) in vari aeroporti nel sud dell'Inghilterra durante la Seconda guerra mondiale. Dopo la guerra, ha lavorato come impiegata al Cuthbert Heath, una compagnia di sottoscrittori delle assicurazioni Lloyd's di Londra.

### Matrimonio
Nel giugno 1947, durante una serata di ballo alla Nutford House, organizzata dalla London Missionary Society, conobbe il principe Seretse Khama. Era il figlio del capo supremo Sekgoma II del popolo di Bamangwato, e studiava legge all'Inner Temple a Londra dopo un anno al Balliol College di Oxford. La coppia era al tempo stesso fan della musica jazz, in particolare degli The Ink Spots, e si innamorò subito. I loro piani per sposarsi causarono controversie sia con gli anziani delle tribù del Protettorato del Bechuanaland che con il governo del Sudafrica, che aveva da poco istituito il sistema di segregazione razziale noto come apartheid.
Il governo britannico intervenne nel tentativo di fermare il matrimonio. Il vescovo anglicano di Londra, William Wand, disse che avrebbe permesso il matrimonio in chiesa solo se il governo fosse stato d'accordo. La coppia si sposò quindi con matrimonio civile all'ufficio di registrazione di Kensington nel settembre del 1948. Daniel Malan, Primo Ministro dell'Unione Sudafricana, descrisse il loro matrimonio come "nauseante". Julius Nyerere, allora presidente della Tanzania, disse che era "una delle grandi storie d'amore del mondo".
La coppia tornò nel Bechuanaland, allora un protettorato britannico, dove lo zio di Seretse Tshekedi Khama era reggente. Dopo aver ricevuto il sostegno popolare in Bechuanaland, Seretse fu chiamato a Londra nel 1950 per discussioni con funzionari britannici. Gli fu impedito di tornare a casa e dovette rimanere in esilio. Ruth si unì a lui al suo esilio in Inghilterra e la coppia sposata visse come esule dal 1951, vivendo a Croydon.
Il supporto popolare e le proteste continuarono in Bechuanaland. Alla coppia fu permesso di tornare nel 1956 dopo che i rappresentanti della popolazione Bamangwato inviarono un telegramma alla regina Elisabetta II. Seretse rinunciò al suo trono tribale e divenne un allevatore di bestiame a Serowe.
Seretse fondò il Partito Democratico del Bechuanaland e vinse le elezioni generali del 1965, le prime a suffragio universale. Come primo ministro del Bechuanaland, spinse per l'indipendenza del Paese, che fu concesso nel 1966. Seretse Khama divenne quindi il primo presidente del Botswana indipendente, e divenne un Cavaliere Commendatore dell'Ordine dell'Impero Britannico. Lady Khama è stata una prima donna influente e politicamente attiva durante la vita del marito come presidente dal 1966 al 1980.

### Famiglia
Lady Khama e suo marito hanno avuto quattro figli. La loro prima figlia Jacqueline nacque in Bechuanaland nel 1950, poco dopo che Seretse fu esiliato. Il secondogenito nacque in Inghilterra nel 1953, e i gemelli Anthony e Tshekedi nacquero a Bechuanaland nel 1958 (Anthony prese il nome da Tony Benn, allora conosciuto come Anthony Wedgwood Benn, il politico del Partito Laburista che sostenne il loro ritorno dall'esilio nei primi anni Cinquanta). Rimase in Botswana dopo il 1980, ricevendo il riconoscimento di "Mohumagadi Mma Kgosi" (in lingua tswana madre del capo o regina madre).
Due dei loro figli, Ian e Tshekedi, sono diventati politici di spicco in Botswana. Ian Khama è stato eletto presidente del Botswana nel 2008 mentre Tshekedi Khama II è membro del parlamento del Botswana dal 2008 e dal 2012 al 2018 è stato ministro dell'ambiente con suo fratello presidente.

### Morte
Lady Khama morì di cancro alla gola a Gaborone nel 2002 all'età di 78 anni. È stata sepolta in Botswana nel Royal Cemetery di Serowe accanto a suo marito.

## Nella cultura di massa
- Nel film A Marriage of Inconvenience del 1990 di Michael Dutfield tratto dal suo libro omonimo è impersonata da Niamh Cusack.[7]
- nel film A United Kingdom - L'amore che ha cambiato la storia del 2016 di Amma Asante è impersonata da Rosamund Pike.[8]